# Filo (Fechten)
Der Filo bezeichnet beim Fechten eine bestimmte Stoßart, die durch Entlanggleiten an der gegnerischen Klinge treffen soll.
Der Filo ist ein Bindungsstoß, der bis zum Endstoß Klingenkontakt mit der gegnerischen Klinge hat, und an dieser durch Entlanggleiten (daher auch als Gleitstoß bekannt) zu der gegnerischen Blöße (freie Trefffläche) hingestoßen wird.